# Schülerparlament
Als Schülerparlament (Abkürzung: SiP) werden in Österreich von den Landes- oder der Bundesschülervertretung organisierte Parlamente bezeichnet, in denen nur aktive Schülervertreter stimmberechtigt sind.

## Geschichte
Wie oft es tatsächlich Schülerparlamente gegeben hat, ist unklar, belegbar sind die Schülerparlamente von Anfang 1990 sowie jene in Wien (2000/2001) und Oberösterreich und Wien (2001/2002).
Das erste Schülerparlament in der Geschichte hat der Bundesschulsprecher und Mitglied der Aktion Kritischer Schülerinnen und Schüler (AKS) Martin Wolfram im Juni 1991 ins Leben gerufen. Während am ersten Tag Workshops stattfanden, wurde am zweiten Tag eine Plenarsitzung im Nationalrat abgehalten. 183 Schülervertreter (exakt so viele wie Nationalratsabgeordnete) aus ganz Österreich brachten Anträge ein und diskutieren einen Vormittag lang.
Ein Jahr später kam unter Bundesschulsprecher Hollenstein wieder ein bundesweites Schülerparlament zustande, dieses war jedoch das letzte für sieben Jahre.
Im Dezember 2000 berief die LSV Wien wieder ein Schülerparlament ein, diesmal im Plenarsaal des Wiener Rathauses. Eingeladen waren alle Interessierten, Rederecht hatten ausschließlich Schüler, stimmberechtigt war ein Schülervertreter pro Wiener AHS/BMHS/BS. Das Schülerparlament tagte viermal und war Schauplatz lautstarker inhaltlicher Auseinandersetzungen.
In Oberösterreich wurde daraufhin ebenso ein Schülerparlament gegründet, dass im Dezember 2001 in Linz tagte. Heute finden in allen österreichischen Bundesländern regelmäßig Schülerparlamente statt.

## Ziele
Grundsätzlich geht es bei Schülerparlamenten darum, Vertreter mehrerer Schulen einer Region zu versammeln, um politische Themen zu diskutieren, über Projekte zu informieren und Erfahrungen auszutauschen. Das Schülerparlament soll den Anliegen der Schülern eine stärkere Stimme und größere Medienpräsenz bringen. Der Schwerpunkt liegt meistens bei bildungspolitischen oder zumindest jugendpolitischen Themen.

## Modelle
In Österreich wird zwischen zwei Arten der Schülerparlamente unterschieden:
- Beim bundesweiten Schülerparlament handelt es sich um ein Projekt der Bundesschülervertretung (BSV).
- Das landesweite Schülerparlament wird auf Landesebene von der jeweiligen Landesschülervertretung (LSV) einberufen.